# Station Hofstade
Station Hofstade is een spoorwegstation in Hofstade, een deelgemeente van Zemst, op spoorlijn 27B (Mechelen-Nekkerspoel - Weerde). Het is een station zonder loketten. Men kan er kosteloos parkeren en er is een gratis fietsenstalling.
Vroeger heette deze stopplaats Hofstade-Meer, aangezien het domein van Hofstade zich vlak naast de spoorlijn bevindt.

## Treindienst
| Serie | Treinsoort | Route                                         | Bijzonderheden             |
| ----- | ---------- | --------------------------------------------- | -------------------------- |
| S 4   | GEN (NMBS) | Aalst – Brussel-Schuman – Hofstade – Mechelen | Rijdt alleen op werkdagen. |

## Galerij

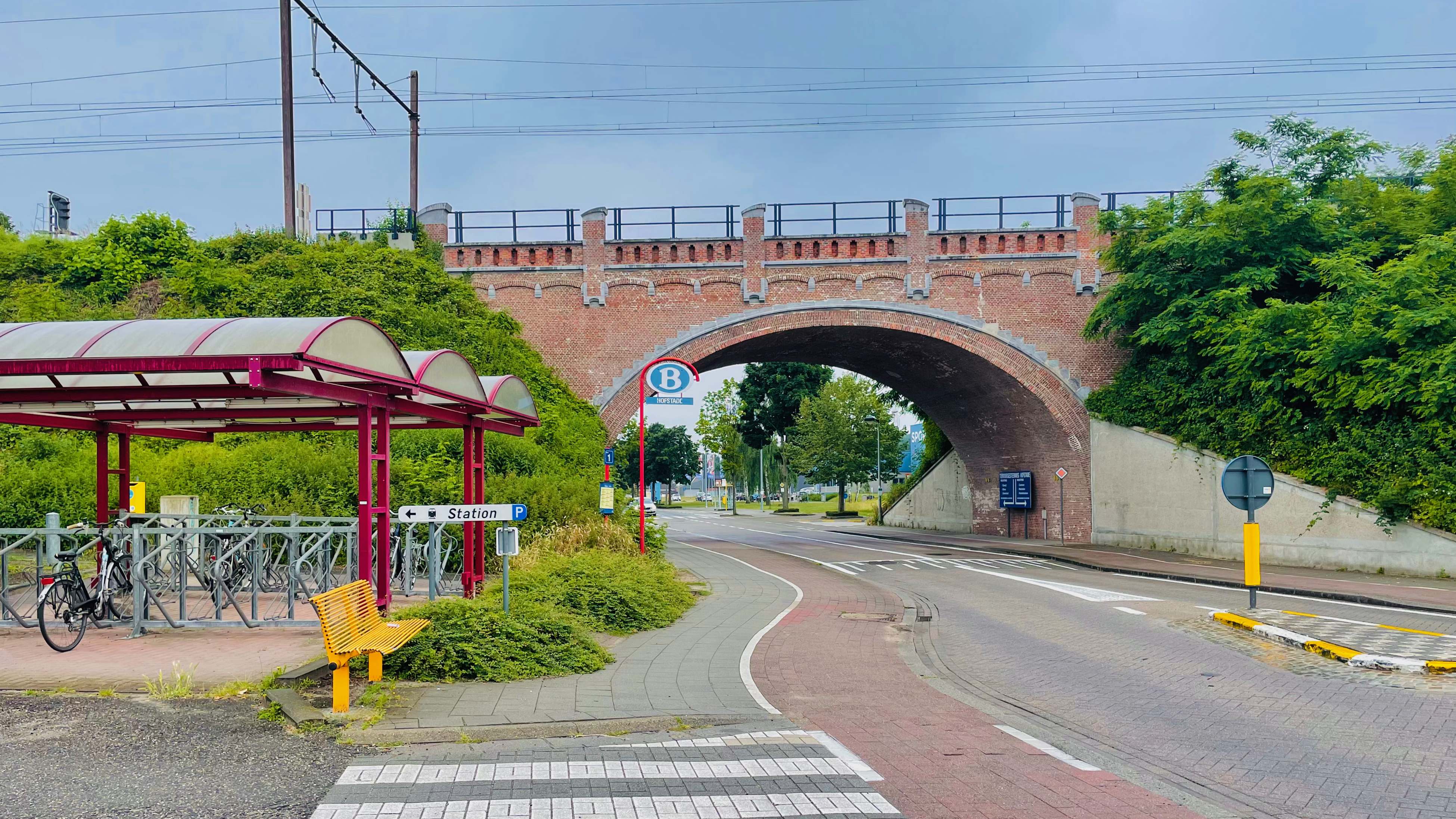
Spoorbrug station Hofstade (2021)
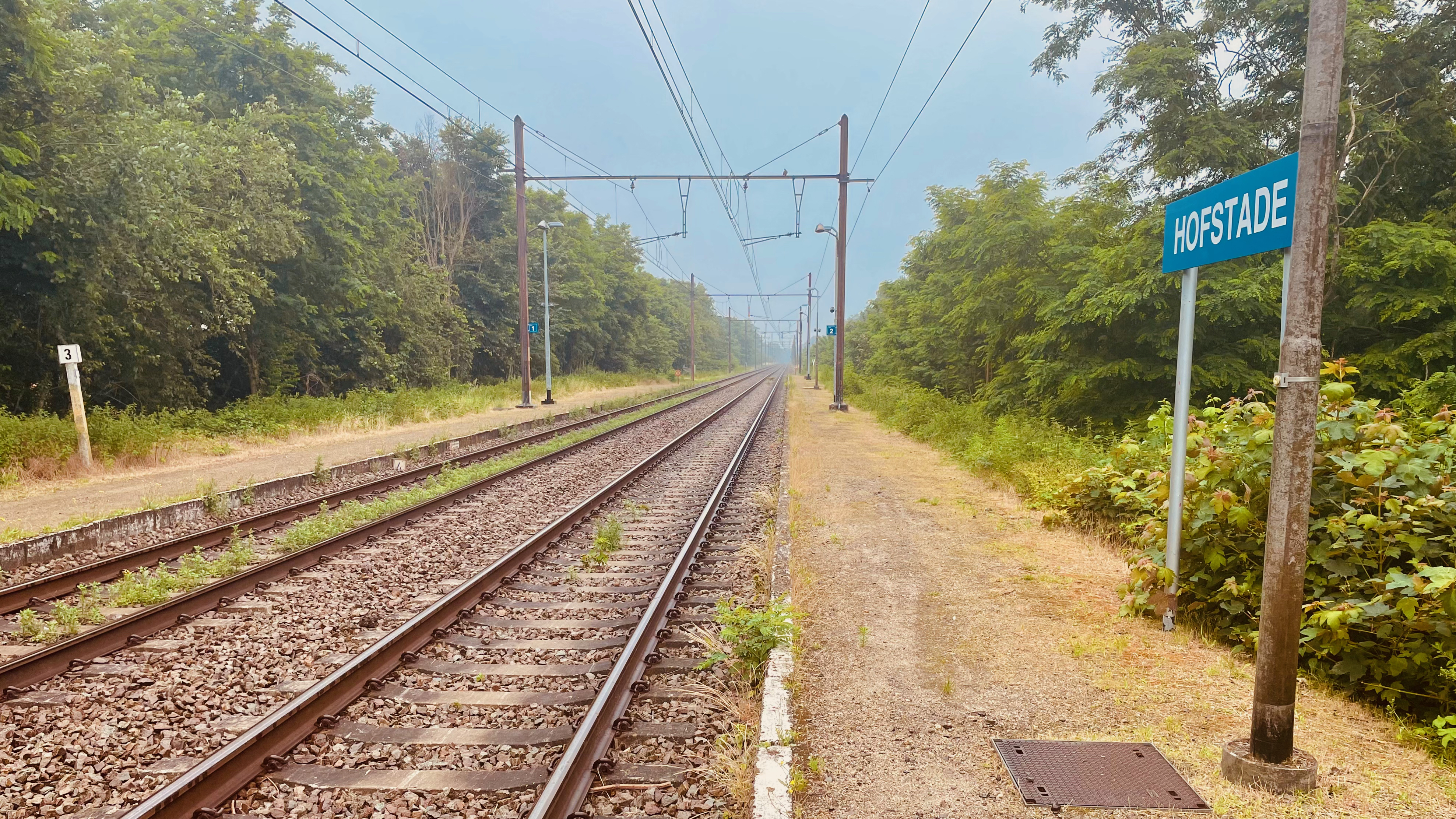
Zicht op de sporen (2021)
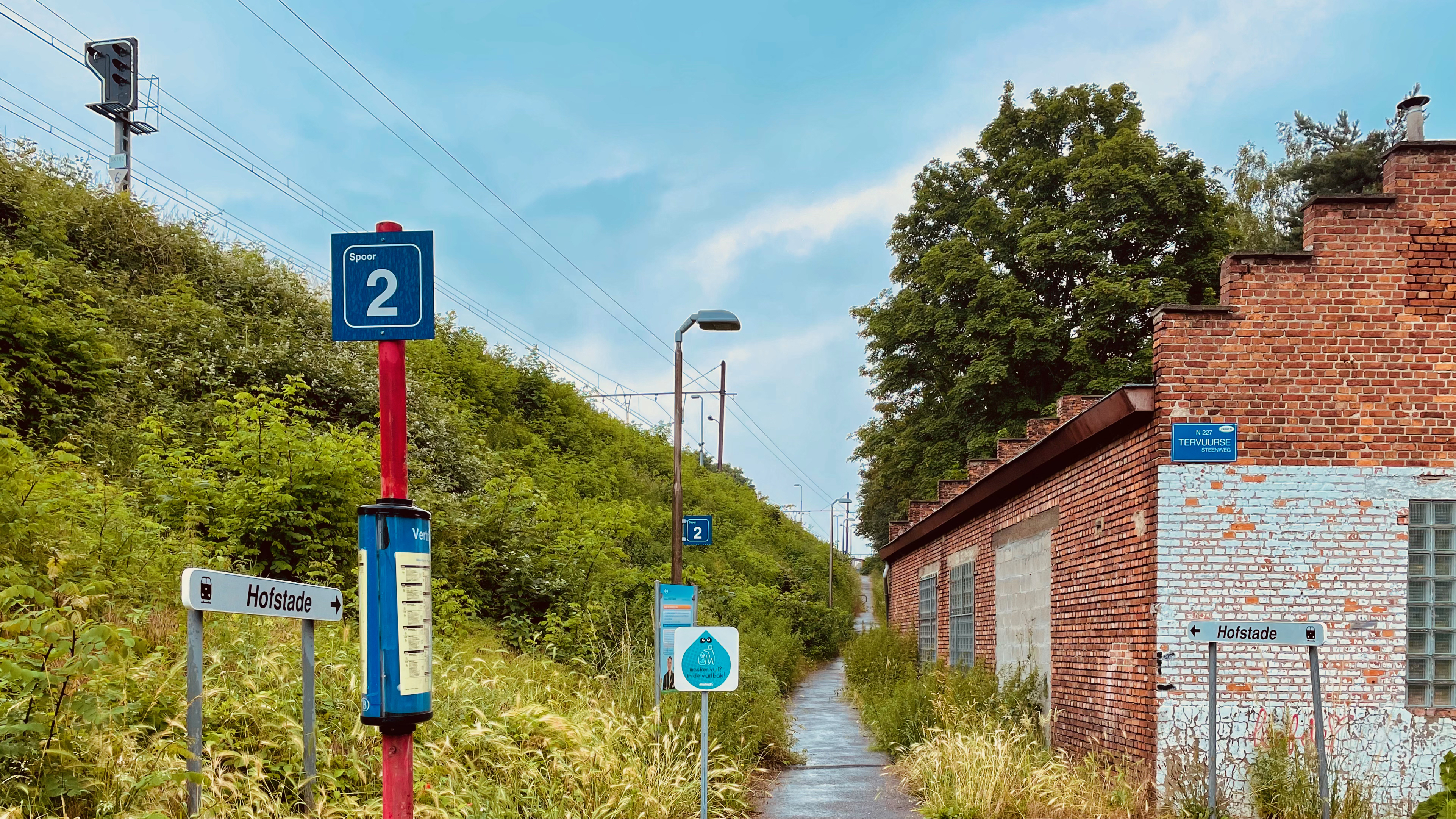
Toegang tot perron 2 (2021)
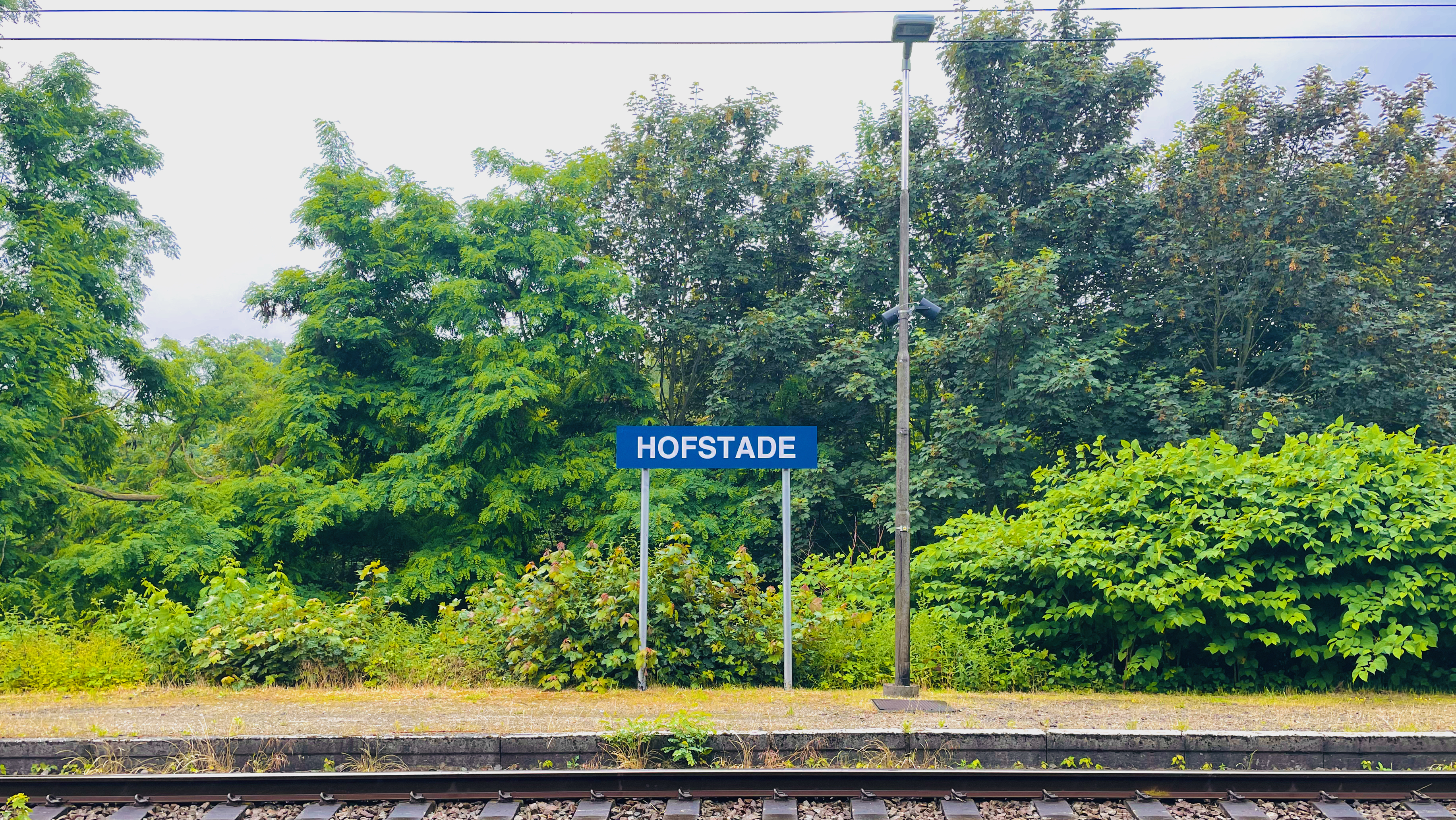
Plaatsnaambord op het perron (2021)

## Reizigerstellingen
De grafiek en tabel geven het gemiddeld aantal instappende reizigers weer op een week-, zater- en zondag.
| Tabel: aantal instappende reizigers station Hofstade | Tabel: aantal instappende reizigers station Hofstade | Tabel: aantal instappende reizigers station Hofstade | Tabel: aantal instappende reizigers station Hofstade |
|                                                      | Weekdag                                              | Zaterdag                                             | Zondag                                               |
| ---------------------------------------------------- | ---------------------------------------------------- | ---------------------------------------------------- | ---------------------------------------------------- |
| 1977                                                 | 76                                                   | -                                                    | -                                                    |
| 1978                                                 | 80                                                   | -                                                    | -                                                    |
| 1979                                                 | 58                                                   | -                                                    | -                                                    |
| 1980                                                 | 49                                                   | -                                                    | -                                                    |
| 1981                                                 | 57                                                   | -                                                    | -                                                    |
| 1982                                                 | 74                                                   | -                                                    | -                                                    |
| 1983                                                 | 43                                                   | -                                                    | -                                                    |
| 1984                                                 | 55                                                   | -                                                    | -                                                    |
| 1985                                                 | 69                                                   | -                                                    | -                                                    |
| 1986                                                 | 73                                                   | -                                                    | -                                                    |
| 1987                                                 | 71                                                   | -                                                    | -                                                    |
| 1988                                                 | 69                                                   | -                                                    | -                                                    |
| 1989                                                 | 92                                                   | -                                                    | -                                                    |
| 1990                                                 | 58                                                   | -                                                    | -                                                    |
| 1991                                                 | 72                                                   | -                                                    | -                                                    |
| 1992                                                 | 80                                                   | -                                                    | -                                                    |
| 1993                                                 | 72                                                   | -                                                    | -                                                    |
| 1994                                                 | 70                                                   | -                                                    | -                                                    |
| 1995                                                 | 52                                                   | -                                                    | -                                                    |
| 1996                                                 | 63                                                   | -                                                    | -                                                    |
| 1997                                                 | 80                                                   | -                                                    | -                                                    |
| 1998                                                 | 100                                                  | -                                                    | -                                                    |
| 1999                                                 | 60                                                   | -                                                    | -                                                    |
| 2000                                                 | 96                                                   | -                                                    | -                                                    |
| 2001                                                 | 68                                                   | -                                                    | -                                                    |
| 2002                                                 | 74                                                   | -                                                    | -                                                    |
| 2003                                                 | 77                                                   | -                                                    | -                                                    |
| 2004                                                 | 89                                                   | -                                                    | -                                                    |
| 2005                                                 | 81                                                   | -                                                    | -                                                    |
| 2006                                                 | 98                                                   | -                                                    | -                                                    |
| 2007                                                 | 88                                                   | -                                                    | -                                                    |
| 2008                                                 | -                                                    | -                                                    | -                                                    |
| 2009                                                 | 65                                                   | -                                                    | -                                                    |
| 2010                                                 | -                                                    | -                                                    | -                                                    |
| 2011                                                 | -                                                    | -                                                    | -                                                    |
| 2012                                                 | 76                                                   | -                                                    | -                                                    |
| 2013                                                 | 69                                                   | -                                                    | -                                                    |
| 2014                                                 | 66                                                   | -                                                    | -                                                    |
| 2015                                                 | 84                                                   | -                                                    | -                                                    |
| 2016                                                 | 64                                                   | -                                                    | -                                                    |
| 2017                                                 | 48                                                   | -                                                    | -                                                    |
| 2018                                                 | 68                                                   | -                                                    | -                                                    |
| 2019                                                 | 63                                                   | -                                                    | -                                                    |
| 2020                                                 | 35                                                   | -                                                    | -                                                    |
| 2021                                                 | -                                                    | -                                                    | -                                                    |
| 2022                                                 | 143                                                  | 0                                                    | 0                                                    |
| 2023                                                 | 114                                                  | 0                                                    | 0                                                    |
| 2024                                                 | 104                                                  | -                                                    | -                                                    |

1,9: Hofstade ·
5,3: Muizen ·
8,3: Mechelen-Nekkerspoel